# Eksjö (Gemeinde)
Koordinaten: 57° 40′ N, 14° 58′ O

Eksjö ist eine Gemeinde (schwedisch kommun) in der schwedischen Provinz Jönköpings län und der historischen Provinz Småland. Der Hauptort der Gemeinde ist Eksjö.

## Geographie
Die höchsten Punkte der Gemeinde sind der Kulla Backar mit 342 Metern über Normalnull und der Skuruhatt mit 337 Metern.

## Wirtschaft
In der Gemeinde ist der öffentliche Sektor am größten mit etwa 40 % aller Beschäftigten. Neben der Gemeinde an sich sind die beiden nächstgrößten Arbeitgeber die Garnison Eksjö und das Höglandssjukhuset, das kommunale Krankenhaus.

## Orte
Die Gemeinde hat sechs größere Ortschaften (tätorter):
- Eksjö
- Mariannelund
- Ingatorp
- Hult
- Hjältevad
- Bruzaholm

## Partnerstädte
- Deutschland: Neusäß (1995)
- Polen: Barlinek (1996)
- Dänemark: Ærøskøbing (2001)
- Deutschland: Schneverdingen (2001–2018)[3]